# Ostrinia marginalis
Ostrinia marginalis là một loài bướm đêm trong họ Crambidae.